# Johann Ludwig Krebs

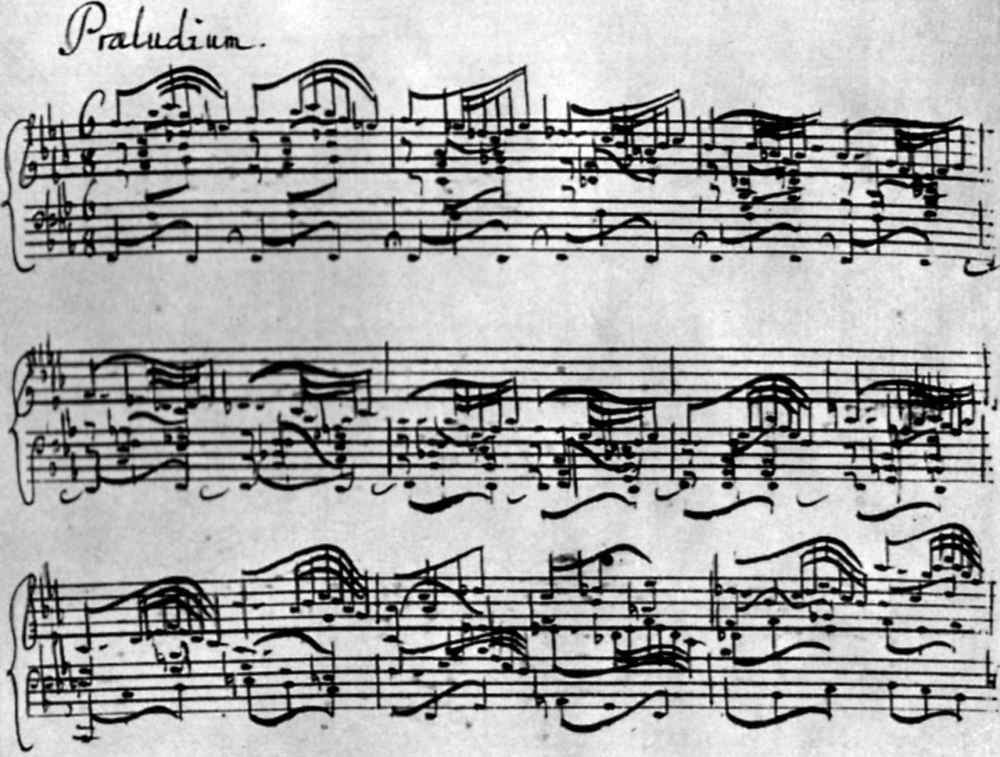
Praeludium van Johann Ludwig Krebs

Johann Ludwig Krebs (Buttelstedt, gedoopt 12 oktober 1713 - Altenburg, 1 januari 1780) was een Duitse organist en componist.

## Biografie
Johann Ludwig Krebs werd vermoedelijk tussen 10 en 12 oktober 1713 geboren in Buttelstedt in de buurt van Weimar. Hij was een van de drie zonen van Johann Tobias Krebs, die sinds 1710 cantor en organist in Weimar was. Waarschijnlijk kreeg de jonge Krebs muziekles van zijn vader. Na de dood van zijn moeder vertrok Johann Ludwig  samen met zijn vader naar Buttstädt, waar zijn vader een aanstelling als organist had gekregen.
In juli 1726 werd Johann Ludwig Krebs leerling aan de Thomasschule in Leipzig. Hier leerde hij Johann Sebastian Bach kennen, die cantor was in Leipzig. Negen jaar lang was Krebs bevriend met Bach, daarnaast kreeg hij van Bach privéles orgel en kopieerde hij diens muziek.
Naast orgel speelde Krebs ook luit, klavecimbel en viool. Rond 1730 zong hij ook in een koor.
Op 24 augustus 1735 stelde Bach een lovend getuigschrift op over Krebs. Krebs studeerde hierna nog twee jaar filosofie aan de universiteit van Leipzig. Op 4 mei 1737 werd Krebs Domorganist aan de Marienkerk in Zwickau.
Na de dood van Johann Sebastian Bach in 1750 probeerde Krebs tevergeefs om de opvolger van Bach te worden als cantor van de Thomaskerk in Leipzig. Het lukte hem ook niet om organist te worden in de Johannis-Kirche in Zwickau.
Op 20 oktober 1756 werd Krebs organist aan het hof van Frederik III van Saksen-Gotha-Altenburg. Hij bleef deze functie tot zijn dood bekleden.
Johann Ludwig Krebs overleed op nieuwsjaarsdag 1780. Hij liet zeven kinderen achter. Zijn drie zonen werden alle drie ook muzikant.

## Composities
Van Krebs zijn talloze composities bewaard gebleven, die echter pas in de 20e eeuw werden herontdekt. Hij is het bekendst van zijn orgelwerken maar componeerde ook talrijke werken voor zang en andere instrumenten, zoals concerten voor luit.
Enkele van zijn orgelwerken zijn in de loop der tijd ten onrechte aan Johann Sebastian Bach toegeschreven. Daardoor en uit onbekendheid met de omvang van zijn werk, werd het werk van Krebs lange tijd vergeleken met dat van zijn leermeesters. Krebs heeft echter een eigen stijl ontwikkeld. Krebs combineerde elementen uit de late Barok met elementen uit de Empfindsamer Stil en maakte daaruit een groot aantal zeer gevarieerde en gevoelige composities.